# Henri de Boulainvilliers
Pour les articles homonymes, voir Boulainvilliers.
Henri, comte de Boulainvilliers, comte de Saint-Saire, né à Saint-Saire le 11 octobre 1658 et mort à Paris, paroisse Saint Eustache, le 23 janvier 1722, est un historien et astrologue français.
Il est un des premiers historiens à considérer l’art de gouverner comme une science. Sa pensée a été connue, réputée, discutée mais aussi annexée par ses contemporains comme Montesquieu, Voltaire, qui en fait un père de la libre pensée, ou encore Foncemagne (qui le qualifie d'illustre écrivain tout en le réfutant). Gobineau reprend sa théorie selon laquelle la noblesse française serait issue des envahisseurs germaniques, par opposition au peuple gallo-romain, à l'inverse de Joseph de Maistre qui réfute cette thèse.
Son patronyme connaît plusieurs orthographes,,.

## Biographie
Officier de carrière jusqu’à la mort de son père survenue en 1697, Boulainvilliers se lance alors dans l’écriture. Il voulut être un homme de pensée et de plume et fut de fait un écrivain prolifique, comme Saint-Simon, et des inédits existent encore.
Le champ de ses curiosités est très vaste et excède de beaucoup le seul domaine de l’Histoire ou des polémiques politiques et sociales : religion, réflexions sur l’Ancien Testament, sur l’histoire juive, projet d’une vie de Mahomet, « astrologie judiciaire » qui impliquait l’astronomie, philosophie, et d’abord celle de la connaissance, du pyrrhonisme au spinozisme,.
Cet encyclopédisme ne veut pas dire que Boulainvilliers se soit désintéressé des affaires publiques. Il fut à deux reprises membre des cercles influents qui aspiraient au pouvoir : les précepteurs du duc de Bourgogne (Fénelon, Beauvilliers), entre 1700 et 1712, puis les amis du duc de Noailles au tout début de la Régence. C’est à la demande de ses amis qu’il entreprit d’écrire mais ses écrits ne furent publiés, et fort mal, qu'après sa mort dans les années 1730 : manuscrits et impressions sont si embrouillés qu’il est difficile d’en établir la chronologie. Ses œuvres portent une contestation de la politique royale interdite en France et ne furent publiés qu'en Hollande.

Boulainvilliers a été un auteur prolifique, mais la paternité de certains des ouvrages qui lui sont attribués est parfois contestée : 

« Tout ce qui est imprimé sous le nom du comte de Boulainvillier n’est pas sorti de sa plume, ses ouvrages qu’il communiquait volontiers à ses amis ont été copiés dans des tems différents et plusieurs avant qu’il les eut retouchés… La réputation qu’il s’estoit acquise a fait mettre sous son nom plusieurs traités qu’il n’a ni composez ni revûs. »

 Il a réalisé la première traduction française de l’Éthique de Spinoza, le manuscrit resté inédit jusqu’en 1907 est conservé à la bibliothèque municipale de Lyon (cote ms. 5165).
Il fut malheureux en famille, eut un procès interminable contre son père, remarié avec une servante et reçut des secours du Régent pour éviter la chute de sa maison. Obligé d’abandonner la carrière des armes, déplorant les mésalliances de la noblesse, il maria néanmoins la seconde de ses filles à Gabriel Bernard, comte de Rieux, fils du banquier Samuel Bernard.

## Pensée politique et historique

### Anti-absolutisme aristocratique
- L’essentiel des œuvres historiques et politiques de Boulainvilliers atteste[8] :
  - une information non négligeable, allant de la lecture et de la discussion de textes d’époque mérovingienne jusqu’à celle des historiens les plus récents comme François Eudes de Mézeray et le père Gabriel Daniel ;
  - une très vigoureuse et personnelle vision de l’histoire de la monarchie française : origine des trois races royales, caractère électif ou héréditaire de la monarchie, rapports du monarque avec les assemblées générales, place respective des trois ordres dans les états généraux, apparition des parlements, apparition sous les Carolingiens de la féodalité ou système des fiefs (peut-être un néologisme qu’on lui devrait), sa décadence et sa disparition progressive depuis Philippe Auguste, Saint Louis et surtout Louis XI, les usurpations royales engendrant le despotisme ministériel, la corruption de l’ancienne noblesse militaire par la Cour, l’argent, le pouvoir.
- L’originalité est plus dans le ton modéré et moralisant et dans l’argumentation historique que dans la thèse même ; les options politiques de Boulainvilliers se rapprochent de celles de Fénelon et d’Argenson : elles consistent en la défense d'un anti-absolutisme aristocratique, passéiste et partisan des libertés françaises. Pénétré d’idées aristocratiques, Boulainvilliers fut un ardent défenseur du système féodal, le seul, à ses yeux, juste, légitime et conforme à la réalité historique. Il fut le principal représentant du courant idéologique de réaction féodale au XVIIIe siècle qui a envisagé les institutions médiévales comme une république fédérative et aristocratique, plutôt que monarchique. Boulainvilliers exalte l’ancienne noblesse militaire relativement appauvrie, étrangère à la Cour et aux bureaux dont l’histoire séculaire était le garant d’un bon gouvernement.
- Boulainvilliers identifie les causes principales à la décadence de la noblesse.
  - Il fait remonter le début de ce déclin aux Croisades, pour lesquelles nombre de nobles auraient hypothéqué ou vendu leurs biens à des plébéiens aisés. En s’introduisant, à cette occasion, dans la noblesse, ces derniers, qu’il qualifiait d’« ignobles » c'est-à-dire étymologiquement non nobles sans connotation péjorative, la corrompirent.
  - Ensuite, l’ignorance et la négligence des seigneurs rendant la justice les forcèrent à se décharger des fonctions judiciaires, dont ils étaient les dépositaires légitimes, sur des clercs et des juristes, la dignité intrinsèque à ce rôle les rendant bientôt aussi importants que ceux au nom desquels ils rendaient la justice. Boulainvilliers considérait la nouvelle « noblesse de robe » née de cette circonstance comme une « monstruosité ».
  - Il y avait enfin la politique de la monarchie capétienne, qu’il considère comme le fossoyeur du féodalisme. Il tenait la monarchie française pour responsable du déclin progressif des privilèges de la noblesse, parallèlement à la montée de la bourgeoisie. Les Capétiens affaiblirent d’abord le pouvoir de la noblesse française, éblouie par le brillant de la Cour, en ajoutant de grands fiefs au domaine royal. En résultat, les rois assumèrent une importance jusque-là inconnue d’eux et bientôt entièrement disproportionnée. Les seigneurs seraient alors devenus les serviteurs de ceux dont ils avaient été les pairs. L’admission au rang de la noblesse de bureaucrates plébéiens qui n’y avaient nul droit, puis celle du Tiers état aux États généraux, aurait, selon lui, achevé de consommer le renversement de la noblesse. Les rois de France, en créant les grands fiefs et les apanages, détruisirent l'égalité originelle de la noblesse qu'ils diluèrent également en procédant à de nombreux et perpétuels anoblissements[9].

### Origine de la noblesse
- L'ensemble de la pensée de Boulainvilliers est souvent occulté au profit de sa conception des origines de la noblesse française. Pourtant, celle-ci tient une place marginale dans son œuvre : cette réputation provient d’un seul texte et dans ce texte, la Dissertation sur la noblesse de la France de quelques phrases concernant la conquête de la Gaule par les Francs ; l'historien Claude Nicolet s'insurge que certains auteurs du XXe siècle en fassent anachroniquement la matrice du racisme européen, attribué de la sorte à la France[10].
- Selon Boulainvilliers, la noblesse française était issue originellement des conquérants francs établis en France à la chute de l’Empire romain et le Tiers état descendait des Gaulois. Ceci lui permet de donner un fondement historique au rôle de la noblesse et à la relativisation du pouvoir royal : les seigneurs francs étaient, à ce titre, indépendants et libres de faire justice à leurs sujets, sans interférence de la part du roi, simple magistrat civil choisi afin d’arbitrer les disputes entre individus. Tous les membres de la noblesse étaient donc, comme tels, sur un pied d’égalité avec le roi, simple primus inter pares.
- Pour Boulainvilliers, l'existence d'une noblesse n'est pas juste en elle-même par son origine, mais elle se justifie par son utilité sociale comme soutien des États : « Il est certain que dans le droit commun tous les hommes naissent égaux, la violence a établi les distinctions de la liberté et de l’esclavage. Mais quoi que cette origine soit vicieuse, il y a si longtemps que l’usage en est établi dans le monde qu’il a acquis la force d’une loi naturelle. Les premières monarchies de l’Orient étaient fondées sur la dignité de la noblesse, dont l’emploi était de gouverner les peuples sous l’autorité du souverain. C’est à cette union des nobles et du prince que l’on doit attribuer la longue durée des dominations. Au contraire, les peuples chez qui l’ambition des particuliers n’était point soumise à un corps supérieur qui lie et unit les divers membres d’un État sous un chef commun à tous ont été sujet à des révolutions continuelles[11]. »
- Si Boulainvilliers pense que c’est la conquête qui a fondé le pouvoir de la noblesse, il admet que cette filiation présumée franque ne se rencontre nulle part car aucune généalogie ne peut remonter au-delà du Xe siècle sauf très rares exceptions[12]. De fait, les nobles francs venus en Gaule se mêlèrent à l'aristocratie gallo-romaine, ce que Boulainvilliiers reconnaît également[13]. La noblesse se renouvelant sans interruption depuis les Mérovingiens, il n'est pas possible de déterminer l'origine des lignées pour savoir si elles sont franques, gauloises ou romaines. L'idée du mélange des Francs et des Gaulois était d'ailleurs répandue sous l'Ancien Régime : Charles Loyseau écrit dans son Traité des ordres : « La noblesse de France prit son origine de l’ancien mélange de deux peuples […], à savoir des Gaulois et des Francs[14] ». Pendant tout le Moyen Âge et le début de la Renaissance, la légende de l'origine troyenne des Francs, officiellement répandue par la monarchie et universellement admise en France, postulait d'ailleurs que Gaulois et Francs ne faisaient qu'un seul peuple, issu du peuple Troyen, et assignait une même origine ethnique aux nobles et au tiers état.
- Boulainvilliers, dans le reste de son œuvre, ne mentionne plus les origines germaniques de la noblesse sauf pour en saluer l’effacement[15]. La question de l'origine de la noblesse est abordée ponctuellement et pour Boulainvilliers, elle relève de l’histoire ancienne, à la fois accomplie et disparue car les Gaulois furent engagés dans les armées franques où ils purent progresser socialement et par le mélange des sangs, les deux peuples vont être confondus dans un seul corps sous Hugues Capet[16].
- Boulainvilliers n’est pas focalisé sur la généalogie des familles, en particulier de la sienne mais sur le bien public et le bon gouvernement de son pays[15].
- Claude Nicolet conteste la réputation rétrospectivement faite à Boulainvilliers : il est réducteur et abusif d'en faire le théoricien d'une domination de la noblesse fondée sur des principes biologiques[17]. Ses préoccupations sont beaucoup plus variées et riches : la nature des degrés supérieurs de la noblesse, la pairie, les règles de succession, l'usurpation du clergé, l'apparition des États généraux détournés de leur but dès le règne de Louis XI. Ces thèmes sont longuement développés dans les XIV Lettres historiques sur les Parlements ou États Généraux. Il adresse cinq mémoires au régent sur des sujets fiscaux et économiques, mais aussi suggérant la convocation des États généraux à laquelle il est favorable[15].
- Boulainvilliers n'est pas un irréductible nostalgique hostile à la progression historique des familles du Tiers État, il regrette surtout l'abaissement de la noblesse. Il écrit : « Il serait mal convenable de reprocher perpétuellement au Tiers État et à la Magistrature leur première condition[18]. » De même, il écrit : « Il ne faut point être irrité ni jaloux de l'élévation de ces familles obscures qui entrent dans les travaux de nos pères et qui viennent jouir de la gloire qu'ils ont laissée à leur patrie[19]. »
- Pour Boulainvilliers, l'affirmation du droit de conquête ne fonde pas un droit moral ou juridique mais c'est une réalité de l'Histoire, d’ailleurs bien lointaine, qu'il faut prendre en compte et dont il faut tirer profit. Boulainvilliers veut défendre le préjugé de naissance si universellement répandu en l’appuyant sur le service du roi aux armées et le bien public[20].
- Pour Boulainvilliers, le phénomène de la conquête, fondateur selon lui des droits de la noblesse, est créateur d’histoire mais comme hors de l’histoire, puisque presque réduit à un mythe repoussé dans la nuit des origines ; il s'agit d'une sorte de faute originelle contre les effets de laquelle il y aurait prescription ; un péché originel que seule la valeur militaire qui l’avait permis excusait, à condition que les héritiers se montrent dignes de leurs ancêtres[21]. Boulainvilliers recourt à un schéma historique fictif mais c'est celui d'une origine acquise et non point native ou innée des droits de la noblesse. On ne retrouve dans Boulainvilliers aucun jugement collectif sur la supériorité des Francs sur les Gaulois ou Romains. Ce n’est pas la supériorité des Francs qui a engendré la conquête ; c’est le fait historique de la conquête qui assigné à certains des conquérants des avantages, au départ mérités par leurs services et leur victoire, dont leurs descendants ont hérité parce que c’est un patrimoine acquis et non un patrimoine génétique. Il reconnaît à plusieurs reprises et dans des passages conclusifs l’idée de confusion, de fusion, de mélange des deux nations (franque et gallo-romaine), phénomène totalement accompli au bout de trois ou quatre siècles. À partir de là, la lente érosion des privilèges de la noblesse n’est plus affaire de lignage mais d’institutions voulues et imposées par l’église et la royauté[22].

### Postérité
- Si l'œuvre de Boulainvilliers est riche, la postérité s'est souvent focalisée sur ses passages relatifs à l'origine de la noblesse ; la pensée mélancolique et nuancée de Boulainvilliers a fait l'objet d'une caricature que la postérité a retenue malgré les retouches progressives que la publication plus sérieuse de ses manuscrits a entraînée[23]. Élie Carcassonne, dès 1927, a permis de suivre dans le détail, de Montesquieu à Mademoiselle de Lézardière, de Mably à Augustin Thierry, la permanence de cette référence à un auteur plus souvent cité que lu[23],[24].
- La première attaque publiée deux ans après sa mort dans les Mémoires de littérature et d’histoire du père Pierre Nicolas Desmolets, sous le titre anonyme de Lettre d’un conseiller du Parlement au sujet d’un écrit du comte de Boulainvilliers, attribuée à un abbé de Trianon[style à revoir]. Ce pamphlet s’en prend à la thèse germaniste et brocarde l’idée du camp des Francs d’où seraient sortis les ancêtres de la noblesse d’épée, « trois ou quatre mille personnes de cette nation », alors que tout le reste aurait été avili dans la servitude. Matériellement impossible, cette thèse relève selon l'auteur anonyme d'une prétention risible car aucune famille ne peut administrer la preuve de sa noblesse jusqu'à époque de l'arrivée des Francs en Gaule. Pour cet auteur, les Francs n’ont point réduit les Gaulois en servitude et leur ont laissé la liberté, d'autant que ce sont les évêques et les populations gallo-romaines qui ont soutenu les Francs catholiques contre les autres barbares ariens.
- Sous la Révolution, l'idée d'une origine distincte de la noblesse et du Tiers État a nettement contribué à nuire à la première. On trouve en négatif des traces de cette thèse dans le pamphlet Qu’est-ce que le Tiers État ? Sieyès y invite en effet le Tiers à « renvoyer dans les forêts de Franconie toutes les familles qui conservent la folle prétention d’être issues de la race des conquérants et d’avoir succédé à des droits de conquête ». L'hostilité à l’alliance entre le monarque absolu et le Tiers État fit apparaître Boulainvilliers comme un antinational, quand l’idée de nation, fondée sur l’égalité des droits, fut promue par les révolutionnaires. L’influence de l'idée émise par Boulainvilliers sur l’origine franque de l'aristocratie française se répandit à la veille de la Révolution dans la pensée de certains nobles : ainsi, Du Buat-Nançay, dans ses Origines de l’Ancien Gouvernement de France, de l’Allemagne et de l’Italie, publiées en 1789, reprenait certaines des idées de Boulainvilliers pour en appeler à « la création d’une sorte d’internationale de l’aristocratie d’origine barbare ».
- Cette identification des classes dominantes à des races supérieures se retrouve ensuite chez les historiens français du XIXe siècle tels qu’Augustin Thierry, qui distingue « noblesse germanique » et « bourgeoisie celte », ou Charles de Rémusat, qui postule l’origine germanique de toute l’aristocratie européenne. C’est finalement avec Gobineau qu’elle verse dans le racisme à prétention scientifique, loin de l'idée originelle de Boulainvilliers.
- Après Augustin Thierry, les jugements se sont faits, pour un temps, plus objectifs et sereins, avant les grands ouvrages d’érudition qui se sont résolus d’aller aux sources : Renée Simon, H.A. Ellis, André Devyver, Olivier Tholozan, Diego Venturino. Pour Claude Nicolet, des auteurs non historiens professionnels comme Hannah Arendt, Georges Lukacs ou Michel Foucault ont établi à tort un amalgame entre la pensée de Boulainvilliers et le racisme théorisé en Allemagne et en France de Gobineau à Alfred Rosenberg[25]. Ceci s'est traduit par le fait que La Dissertation a été publiée de façon non scientifique sous le titre Le Sang épuré (Bruxelles, 1973), titre frappant mais déformant la pensée de l'auteur[10] ; le texte reprend toute la doctrine de l’auteur, mais en la centrant sur la noblesse : réflexion politique, historique, morale et philosophique pour un milieu bien précis, l’ancienne noblesse militaire, relativement appauvrie, dont l’histoire séculaire était le garant d’un bon gouvernement. En fait, l'examen du texte fait apparaître que cette garantie d'un bon gouvernement ne procède pas de « la race et de la pureté du sang » mais des qualités morales cultivées par la noblesse militaire : vertu, courage, fidélité et sens aigu des « franchises » c’est-à-dire des libertés[10].

Des détracteurs de cette vision pourraient dire que les analyses d'Arendt ou Foucault ne cherchent pas à établir ou déterminer une responsabilité chez tel ou tel auteur, mais utilisent la méthode généalogique pour permettre de comprendre les racines historiques des concepts modernes. En soulignant la filiation des idées de Boulainvilliers avec les théories racistes modernes, ils ne voulaient aucunement accuser Boulainvilliers de les penser, ce qui serait de toutes manières anachronique au vu de cette méthode généalogique qui soutient qu'on ne peut utiliser des concepts du XXe siècle pour analyser le XVIIIe siècle, mais expliquer sur quels concepts existants elles se sont appuyées pour se solidifier et prospérer.

## Astrologie
Boulainvilliers a aussi été un astrologue, mais ses ouvrages d'astrologie ont été interdits de publication de son vivant. Son Traité d'astrologie. Pratique abrégée des jugemens astronomiques sur les natiuités, écrit en 1717, reprend le titre et l'ordre du manuel d'astrologie d'Auger Ferrier de 1550, tout en tenant compte de la nouvelle place assignée au soleil, au centre des planètes (héliocentrisme). Pour le rédiger, Boulainvilliers a compulsé plus de deux cents ouvrages. Le Traité a circulé sous forme de manuscrit pendant plus de deux siècles et n'a été publié qu'en 1947. Il semble n'en subsister que trois exemplaires manuscrits, dans les bibliothèques publiques (deux à la Bibliothèque Nationale et un à la BM d'Angoulême).

## Famille

### Origines
Il est issu d'une famille noble de seigneurs picards attestés depuis le XVe siècle (seigneurs de Boulainvilliers et Bézencourt à Hornoy, et de Chepoix ; aussi de Verneuil-sur-Oise, que Thibaud de Boulainvilliers, père de Philippe Ier et grand-père de Perceval, aurait acquis en avril 1415 ; et vicomtes d'Aumale, peut-être par le mariage qu'un Jean (Ier)/Robert de Boulainvilliers aurait contracté vers 1310 avec Marguerite, fille de Jean II d'Harcourt et Jeanne de Châtellerault : or cette dernière était la fille d'Aymeri II de Châtellerault et d'Agathe de Lillebonne, fille de Simon de Dammartin, comte d'Aumale et de Ponthieu),
- dont la branche aînée accéda à la vicomté de Dreux (par les 1re noces de Charles, † 1529, fils de Philippe II de Boulainvilliers, avec Catherine Havart de Dreux : cf. l'article Châteauneuf-en-Thymerais ; sa 2e femme fut Suzanne de Bourbon-Roussillon, épousée vers 1510/1518, sans postérité ; son père Philippe II fut capitaine de Pierrefonds et gouverneur du comté de Clermont pour le compte du duc de Bourbon dont il était le maître d'Hôtel, et acquit vers 1504 la seigneurie de Malassise[28]),
  - comme aux comtés de Dammartin et de Courtenay (par les noces en 1516 de Philippe III, † 1536 au siège de Péronne, fils de Charles ci-dessus, avec Françoise d'Anjou-Mézières, de Dammartin et Courtenay, fille de René d'Anjou-Mézières et d'Antoinette de Chabannes dame de St-Fargeau, et petite-fille de Suzanne de Bourbon-Roussillon ci-dessus et de son 1er mari Jean de Chabannes-Dammartin[29] : leur fils Philippe IV, comte de Dammartin, céda son comté au connétable Anne de Montmorency en 1554, et Verneuil sur Oise à Jacques de Savoie-Nemours en 1575) ; mais Courtenay resta dans la famille, Renée de Boulainvilliers, petite-fille de Philippe IV, l'apportant à son mari Charles de Rambures (1572-1633), épousé en 1620 ;
- alors que la 1re branche cadette eut La Coudraye-en-Thymerais des vicomtes de Dreux, mais aussi Roeulx en partie et Longpré par l'union d'Adrien, frère cadet de Philippe III de Boulainvilliers, avec Marie, sœur d'Adrien de Croÿ, en 1529 ;
- la 2e branche cadette reçut Frouville (par le mariage de Pierre de Boulainvilliers, frère cadet de Philippe II, avec Perrette de Boisset en 1470), Chepoix, et Gournay-sur-Aronde (venu de la mère de Philippe II et de Pierre, Jeanne de Gournay, l'épouse de Perceval (Jean II) de Boulainvilliers, bailli de Bourges, chambellan royal, fils de Philippe Ier). Devenue bretonne au XVIIIe, cette branche comptait parmi ses descendants Joseph de Boulainvilliers de Croy et s'éteignit en ligne masculine en 1797.
- la dernière branche cadette, issue de Jean (III) « l'Escot, seigneur » de Bezencourt, frère cadet de Perceval, s'étendit en Haute Normandie par le mariage en 1486 d'Antoine Ier de Boulainvilliers-Bezencourt avec Louise-Jeanne de Calletot-Berneval, dame de Saint-Saire et de Nesle-en-Bray. Leur arrière-arrière-arrière-petit-fils François II de Boulainvilliers, comte de Saint-Saire, épousa en 1658 Suzanne de Manneville : ils furent les parents de notre Henri de Boulainvilliers[1].

### Mariage et descendance
Henri de Boulainvilliers se marie deux fois :
Il épouse à Paris le 26 septembre 1689 Marie Anne Henriette Hurault du Marais, morte à Saint-Saire le 28 septembre 1696 à environ 36 ans, fille de Charles Hurault, comte du Marais, maréchal de camp, et d'Anne Berryer.
Dont quatre enfants :
- Étienne Henri de Boulainvilliers, mousquetaire du Roi, tué à la bataille de Malplaquet, en 1709, né à Paris, paroisse Saint-Sulpice, le 6 octobre 1690, baptisé à Saint-Saire en 1694, sans postérité ;
- Ovide Henri de Boulainvilliers, baptisé à Saint-Saire le 26 avril 1692, mort en 1709, sans postérité ;
- Marie Henriette de Boulainvilliers (Paris, paroisse Saint-Sulpice, 1er novembre 1693 - Paris, paroisse Saint-Eustache, 4 mars 1729), mariée à Paris, paroisse Saint-Eustache, le 14 septembre 1721, avec François de La Fontaine-Solare, comte de La Boissière, capitaine au régiment de Bretagne, commandant des ville et citadelle de Dieppe, chevalier de Saint-Louis (1688-1772), d'où deux filles, la marquise de Sesmaisons, héritière de Saint-Saire, dont le portrait au pastel, par Maurice Quentin de La Tour est depuis 2014 au Musée du Louvre[32], et la comtesse de Malet de Vendègre ;
- Suzanne Marie Henriette de Boulainvilliers (Saint-Saire, 14 septembre 1696 - Paris, paroisse Saint-Sulpice, 19 janvier 1776), mariée dans la chapelle du château de Grosbois, à Boissy-Saint-Léger, le 29 mai 1719, avec Gabriel Bernard, comte de Rieux, président de la deuxième chambre des enquêtes au Parlement de Paris (veuf de Bonne de Saint-Chamans), fils du financier Samuel Bernard, dont postérité.

Veuf, Henri de Boulainvilliers se remarie en 1710 avec Claude Catherine d'Alègre, morte à Paris le 1er et inhumée avec son époux dans l'église Saint-Eustache, le 2 septembre 1723, fille de Jean, comte d'Alègre, marquis de Beauvoir, et de Marie Madeleine Françoise du Fresnoy. Sans postérité.

## Œuvres
- Mémoire pour la noblesse de France contre les ducs et pairs, 1717.
- Histoire de l’ancien gouvernement de la France avec XIV lettres historiques sur les Parlements ou États-Généraux, La Haye & Amsterdam, aux dépens de la compagnie, 1727, 3 tomes.Cet ouvrage est considéré par Renée Simon comme « le chef-d’œuvre de Boulainvilliers ». Il dénonce ici l’absolutisme royal qu’il accuse d’avoir détruit le système féodal qui assurait plus de liberté au peuple. Il réclame le rétablissement des États généraux comme contrôle du pouvoir royal.
- État de la France, dans lequel on voit tout ce qui regarde le gouvernement ecclésiastique, le militaire, la justice, les finances, le commerce, les manufactures, le nombre des habitans, & en general tout ce qui peut faire connoitre a fond cette monarchie: extrait des mémoires dressez par les intendans du Royaume, par ordre du Roi, Louis XIV. a l.., première édition en 3 volumes in folio,1727-1728, Londres, T. Wood & S. Palmer, tome premier, tome second, tome troisième ; deuxième édition en six volumes in 12°, 1737, Londres, Wood & Palmer, tome premier, tome second, tome troisième, tome quatrième, tome cinquième, tome sixième ; troisième édition en huit volumes in 12°, 1752, Londres, Wood & Palmer, tome premier, tome second,, tome troisième, tome quatrième, tome cinquième, tome sixième, tome septième, tome huitième ;
- Mémoires présentés à Monseigneur d’Orléans, contenant les moyens de rendre ce royaume très-puissant, & d’augmenter considérablement les revenus du Roy et du peuple. A La Haye & à Amsterdam, Aux dépens de la Compagnie, 1727. 2 volumes.Boulainvilliers étudie les finances publiques et essaye de trouver des solutions libérales pour faire progresser la situation des classes laborieuses. Il s’y montre opposé aux taxations arbitraires, à la gabelle et au désordre des finances publiques. L’édition originale fut interdite par les autorités françaises. Rédigé en réalité à la fin du XVIIe siècle, cet ouvrage posthume place Boulainvilliers, par les réformes qu’il propose, parmi les précurseurs de Boisguilbert et de Vauban.
- La Vie de Mahomed ; avec des réflexions sur la religion mahometane, & les coutumes des musulmans, Londres et Amsterdam, P. Humbert, 1730, lire en ligne, Amsterdam, Francois Changuion, 1731, lire en ligne ;
- Réfutation des Erreurs de Benoît de Spinosa. Par M. De Fénelon....., par le P. Lami...... & par M. le Comte de Boulainvilliers. Avec la vie de Spinose, Écrite par M. Jean Colerus, Ministre de l’Église Luthérienne de la Haye ; augmentée de beaucoup de particularités tirées d’une Vie Manuscrite de ce Philosophe, faite par un de ses Amis, Bruxelles, François Foppens, 1731. Il existe 24 copies manuscrites de l'Essai de métaphysique établies à partir de 1704 : 21 dans des collections publiques (dont 16 en France)[35] et 3 dans des collections privées, dont celle de François Moureau[36] et celle de la famille Fürstenberg.
- Essai sur la noblesse de France, contenans une dissertation sur son origine & abaissement. Avec des notes historiques, Critiques et Politiques ; Un projet de Dissertation sur les premiers Français & leurs Colonies ; et un Supplément aux notes par forme de Dictionnaire pour la Noblesse, Amsterdam - Rouen, 1732, lire en ligne. Boulainvilliers s’y déclare favorable au commerce et attribue le déclin de la noblesse à une excessive centralisation. Son œuvre fournit des armes à Voltaire qui l’avait rencontré ; « il a servi d’inspirateur à Montesquieu et ses thèses sont reproduites dans la dernière partie de De l’esprit des Lois » (Voir Georges Lefebvre, Naissance de l’historiographie moderne, Flammarion, Paris, 1971, p. 100 sq.)
- Anecdotes curieuses du règne de saint Louis, roi de France, depuis 1226 jusqu’en l’an 1270, laissées manuscrites par le Comte de Boullainvilliers, 1753.Il s’agit en fait d’un ouvrage demeuré inédit dont l’auteur serait Antoine Aubéry. L’erreur d’attribution provient du fait que Boulainvilliers est l’auteur de la préface et non des Anecdotes proprement dites.
- Lettres sur les anciens Parlemens de France qu’on nomme États-Généraux, Londres, T. Wood & S. Palmer, 1753, 3 vol.Première édition séparée d’un des ouvrages importants de Boulainvilliers. Tous ses livres furent publiés hors de France, où, interdits, ils circulaient sous le manteau.
- Doutes sur la religion, suivies de l'analyse du traité théologi-politique de Spinosa, Londres [en réalité Pays-Bas], 1767. (Édition originale d'un texte qui a d'abord circulé clandestinement sous forme manuscrite et qui fut ensuite imprimé, sans doute aux Pays-Bas. L'analyse est de Boulainvilliers, mais les doutes sur la religion sont attribués à Guéroult de Pival (d) ).

## Éditions modernes
- Œuvres philosophiques, Éd. Renée Simon, La Haye, Nijhoff, 1973-1975, 2 vols.
- Traité d'astrologie. Pratique abrégée des jugemens astronomiques sur les natiuités [1717], Éd. Renée Simon, Garches, Éditions du Nouvel Humanisme, 1947.
- Astrologie mondiale. Histoire du mouvement de l’apogée du Soleil ou pratique des règles d’astrologie pour juger des événements généraux [1711], Éd. Renée Simon, Garches, Éditions du Nouvel Humanisme, 1949.

## Hommages
- (8521) Boulainvilliers, astéroïde.